# 180-й истребительный авиационный полк
180-й истребительный авиационный полк (180-й иап) — воинская часть Военно-воздушных сил (ВВС) Вооружённых Сил РККА, принимавшая участие в боевых действиях Великой Отечественной войны.

## Наименования полка
За весь период своего существования полк несколько раз менял своё наименование:
- 180-й истребительный авиационный полк

- 30-й гвардейский истребительный авиационный полк
- 30-й гвардейский Краснознамённый истребительный авиационный полк
- 30-й гвардейский Барановичский Краснознамённый истребительный авиационный полк
- 30-й гвардейский Барановичский Краснознамённый ордена Суворова истребительный авиационный полк
- Полевая почта 40585

## Создание полка
180-й истребительный авиационный полк образован 20 марта 1941 года в ВВС Московского военного округа на аэродромах Шаталово и Поворино (Смоленская область) в составе 4 эскадрилий на самолётах И-16. Полк вошёл в состав 61-й истребительной авиационной дивизии ВВС Московского военного округа
.

## Переформирование полка
180-й истребительный авиационный полк 22 ноября 1942 года за образцовое выполнение боевых задач и проявленные при этом мужество и героизм переименован в 30-й гвардейский истребительный авиационный полк.

## В действующей армии
В составе действующей армии:
- с 24 июня 1941 года по 19 марта 1942 года, Итого — 268 дней
- с 12 июня 1942 года по 17 июля 1942 года, Итого — 35 дней,

Всего 403 дня

## Командиры полка
- гвардии капитан, майор Сергеев Александр Петрович[3], с 03.1941 г. по 13.10.1941 г.
- гвардии майор, подполковник Хлусович Иван Михайлович[3], с 10.1941 г. по 18.12.1943 г.

## В составе соединений и объединений
| Период        | Фронт (округ)            | армия, корпус                   | дивизия                                       | примечание                                                                                               |
| ------------- | ------------------------ | ------------------------------- | --------------------------------------------- | --- |
| 20.03.1941 г. | Московский военный округ | ВВС Московского военного округа | 61-я истребительная авиационная дивизия       | И-16 |
| 15.07.1941 г. | Московский военный округ | ВВС Московского военного округа |                                               | И-16 |
| 09.08.1941 г. |                          |                                 |                                               | переформирован по новому штату с 3 эскадрильями (1 и 2 аэ — МиГ-3, 3 аэ — И-16)                          |
| 17.08.1941 г. | Западный фронт           |                                 | 46-я смешанная авиационная дивизия            | переформирован по новому штату с 3 эскадрильями (1 и 2 аэ — МиГ-3, 3 аэ — И-16)                          |
| 01.01.1942 г. | Калининский фронт        | ВВС 30-й армии                  | 46-я смешанная авиационная дивизия            | МиГ-3, И-16, ЛаГГ-3                                                                                      |
| 31.01.1942 г. | Калининский фронт        | ВВС 30-й армии                  | 46-я смешанная авиационная дивизия            | 1-я аэ — МиГ-3, 2-я аэ — ЛаГГ-3                                                                          |
| 22.11.1942 г. | Московский военный округ |                                 | 22-й запасный истребительный авиационный полк | Иваново, Полк переучен на Харрикейн                                                                      |
| 12.06.1942 г. | Сталинградский фронт     | 8-я воздушная армия             | 235-я истребительная авиационная дивизия      | Харрикейн                                                                                                |
| 12.07.1942 г. | Юго-Западный фронт       | 8-я воздушная армия             | 235-я истребительная авиационная дивизия      | Харрикейн                                                                                                |
| 13.07.1942 г. | Юго-Западный фронт       | 8-я воздушная армия             | 235-я истребительная авиационная дивизия      | передал самолёты Харрикейн и лётчиков в 436-й истребительный авиационный полк, убыл на доукомплектование |
| 20.07.1942 г. | Московский военный округ |                                 | 22-й запасный истребительный авиационный полк | Иваново, переформирован по новым штатам, приступил к переучиванию на Р-39 Аэрокобра                      |
| 22.11.1942 г. | Московский военный округ |                                 | 22-й запасный истребительный авиационный полк | Иваново, Полк преобразован в 30-й гвардейский иап, Р-39 Аэрокобра                                        |

## Участие в операциях и битвах
- Смоленское сражение с 10 июля по 10 сентября 1941 года
- Битва за Москву с 30 сентября 1941 по 19 марта 1942 года
- Сталинградская битва с 12 июня 1942 по 13 июля 1942 года

## Отличившиеся воины полка
- Антипов Юрий Александрович, заместитель командира эскадрильи 180-го истребительного авиационного полка в годы войны. После войны Указом Президиума Верховного Совета СССР от 9 сентября 1957 года за освоение новой военной техники и проявленные при этом мужество и героизм лётчику-испытателю полковнику Юрию Александровичу Антипову присвоено звание Героя Советского Союза со вручением ордена Ленина и медали «Золотая Звезда» (№ 11096).
- Горголюк Александр Иванович, командир звена 30-го гвардейского истребительного авиаполка 1-й гвардейской истребительной авиадивизии 16-й воздушной армии Центрального фронта, гвардии капитан, Указом Президиума Верховного Совета СССР от 2 сентября 1943 года удостоен звания Герой Советского Союза, Золотая Звезда № 1112
- Долгушин, Сергей Фёдорович, командир эскадрильи 180-го истребительного авиационного полка 46-й авиационной дивизии, лейтенант, Указом Президиума Верховного Совета СССР от 5 мая 1942 года удостоен звания Герой Советского Союза, Золотая Звезда № 598.
- Кузнецов Иннокентий Васильевич, заместитель командира 30-го гвардейского истребительного авиаполка 273-й истребительной авиадивизии 6-го истребительного авиакорпуса 16-й воздушной армии Центрального фронта, гвардии майор, Указом Президента СССР от 22 марта 1991 года удостоен звания Герой Советского Союза, Золотая Звезда № 11642.
- Макаров Сергей Васильевич, командир звена 180-го истребительного авиационного полка 46-й смешанной авиационной дивизии Калининского фронта, лейтенант, Указом Президиума Верховного Совета СССР от 5 мая 1942 года «за образцовое выполнение боевых заданий командования на фронте борьбы с немецко-фашистскими захватчиками и проявленные при этом мужество и героизм» присвоено звание Героя Советского Союза. Посмертно.
- Ренц Михаил Петрович, командир эскадрильи 30-го авиационного истребительного авиационного полка 273-й истребительной авиационной дивизии 6-го истребительного авиационного корпуса 16-й воздушной армии, гвардии майор, 15 мая 1946 года удостоен звания Герой Советского Союза. Золотая Звезда № 9083

## Статистика боевых действий
Всего за 1941 и 1942 годы полком:
| Выполнено боевых вылетов | Сбито самолётов в воздухе | Уничтожено самолётов всего |
| ------------------------ | ------------------------- | -------------------------- |
| 4911                     | 156                       | 160                        |

Свои потери:
| Потеряно самолётов, всего | Погибло лётчиков всего |
| ------------------------- | ---------------------- |
| 46                        | 10                     |

Потери самолётов по типам:
| Потеряно самолётов, всего | И-16 | МиГ-3 | ЛаГГ-3 | Харрикейн | По-2 |
| ------------------------- | ---- | ----- | ------ | --------- | ---- |
| 46                        | 7    | 20    | 5      | 13        | 2    |